# Mielichhoferia argentifolia
Mielichhoferia argentifolia är en bladmossart som beskrevs av Mitten 1869. Mielichhoferia argentifolia ingår i släktet kismossor, och familjen Bryaceae. Inga underarter finns listade i Catalogue of Life.